# Club de Fútbol Lorca Deportiva (1969)
El Club de Fútbol Lorca Deportiva era un club de fútbol de España de la ciudad de Lorca en la Región de Murcia. Fue fundado en 1969 y desapareció en 1994.

## Historia
En el verano de 1969, tras tres años huérfana de fútbol, Lorca recupera un club en categoría sénior. A pesar de que las primeras intenciones eran bautizar al nuevo equipo como Unión Deportiva Lorca finalmente se opta por el nombre de Club de Fútbol Lorca Deportiva. La primera directiva del club está encabezada por Agustín Aragón Villodre y el club es inscrito en Segunda Regional, quedando encuadrado en el grupo I. El nuevo club se presenta en sociedad el 15 de agosto venciendo 1-3 en partido amistoso al Águilas en El Rubial. El 26 de octubre se produce el debut en liga y el Lorca Deportiva consigue su primera victoria de la historia ante el Lumbreras por 0-3. El Lorca se corona campeón del grupo con relativa facilidad, finalizando con 3 puntos de ventaja sobre el Abarán, y clasificándose así para la fase de ascenso que disputa contra el Santa Pola y el Atlético Petrelense campeones de los grupos II y III. En la liguilla de ascenso el Lorca finaliza también en primer lugar, consiguiendo el ascenso a Primera Regional .
Durante el verano de 1970 Agustín Aragón abandona la presidencia del equipo lorquinista y es reemplazado por José María Fernández Pallarés. El Lorca debuta en la Primera Regional el 6 de septiembre venciendo al Yeclano en el campo municipal de Yecla por 2-4. Finaliza la temporada en sexta posición y pasa a jugar en la Regional Preferente debido a la reestructuración de las categorías regionales murcianas en 1971. En el verano de ese año se produce un nuevo cambio en la presidencia convirtiéndose José Yagüe Bores en nuevo mandatario de la entidad. Además se decide sustituir la indumentaria a rayas blancas y azules por una camiseta completamente azul. El 8 de septiembre, festividad de la Virgen de las Huertas patrona de la ciudad, se inaugura el césped del San José hasta esa fecha de tierra. Para estrenar el nuevo terreno de juego visita el estadio el Real Madrid, que vence al Lorca por 0-7 en un San José lleno hasta la bandera. La campaña 1971/72 termina con el Lorca en segunda posición, por detrás del Hellín, lo que le da derecho a jugar la promoción de ascenso a Tercera División. El sorteo empareja al conjunto lorquino con el Calvo Sotelo de Andorra de Tercera División. Tras arrancar un empate a 2 en el San José en el partido de ida el conjunto blanquiazul cae por 2-0 en tierras aragonesas y permanece otra campaña en Preferente.
En 1972 se produce un nuevo cambio en la presidencia lorquinista, reemplazando Miguel Canales Franco a José Yagüe. La temporada 1972/73 termina con el Lorca muy lejos de los puestos de ascenso a Tercera y la 1973/74 con el equipo tercero a cuatro puntos de la promoción. En el verano de 1974 dimite Miguel Canales de la presidencia y, al no haber nadie dispuesto a ocupar el cargo, regresa al mismo José Yagüe. La mala planificación pasa factura y la temporada 1974/75 se salda con el descenso del Lorca a Primera Regional. Tras un nuevo cambio de presidente en el verano de 1975 (José González Marín reemplazaó a José Yagüe) el Lorca Deportiva regresa a Preferente tras solo una temporada, siendo segundo tras el Torrevieja y con cuatro puntos de ventaja sobre el Olímpico de Totana. 
Tras dos temporadas de transición en la Preferente en la campaña 1978/79 por fin se consigue el ansiado ascenso a Tercera División. El Lorca Deportiva llega a la última jornada segundo, empatado a puntos con el Cieza, necesitando la victoria en el campo del Mazarrón para ascender. Cientos de aficionados lorquinos se desplazan al Municipal de Mazarrón, donde el Lorca Deportiva consigue la victoria 0-2 gracias a los goles de Porlán y Suárez y el ascenso a Tercera. Al regresar a Lorca más de 2.000 aficionados reciben al equipo en el Ayuntamiento para festejar el ascenso. En el debut en categoría nacional el Lorca queda encuadrado en el grupo VI de Tercera junto a equipos de Albacete y la Comunidad Valenciana. El equipo no termina de arrancar y el club decide destituir al entrenador Fernando Lillo, a quien sustituye Jesús Moreno Manzaneque. Pese a producirse algunos problemas financieros en la recta final del campeonato, a los que acompañó la dimisión del presidente Asensio Martínez, Manzaneque logra que el equipo mantenga la categoría. En esta temporada también se produce el debut del equipo en la Copa del Rey, donde es eliminado por el Alcira en la tanda de penaltis.
En el verano de 1980 Francisco Alcázar, quien se había hecho con la presidencia de forma temporal tras la dimisión de Asensio Martínez, deja paso a María Ignacia Hoppichler Rau. Hoppichler, esposa de Moreno Manzaneque, se convierte así en una de las primeras mujeres presidenta de un club español y el matrimonio se hace con el control total del club. Ese verano también se produce una reestructuración en la Tercera División, pasando de 8 a 13 grupos. El Lorca Deportiva en el grupo 13 junto a los demás clubes de la Federación Murciana. En la temporada 1980/81 el Lorca es un rodillo, quedando campeón del grupo con un punto de ventaja sobre el Albacete y 12 sobre el tercer clasificado. En la promoción por el ascenso a Segunda División B se cruza en semifinales con el Constancia, a quien vence en ambos partidos. En la final por el ascenso se enfrenta con el Binéfar y el 21 de junio de 1981, tras vencer 0-1 en Los Olmos, el Lorca Deportiva asciende a Segunda B.
El Lorca Deportiva de Manzaneque debuta en Segunda División B el 6 de septiembre con una derrota en Torrejón de Ardoz y la primera victoria no llega hasta la jornada 4 en el San José ante el Andorra. La primera vuelta el equipo finaliza en media tabla aunque no muy lejos de los puestos de ascenso. En la segunda vuelta, gracias a una muy buena racha de resultados, el Lorca Deportiva consigue llegar a la última jornada en puestos de ascenso a Segunda División faltando sólo un partido ante el Algeciras en El Mirador. Para ese partido se desplazan desde Lorca hasta 20 autobuses de aficionados. En Algeciras el Lorca Deportiva solo consigue empatar a uno y pierde el ascenso ante el Cartagena, que ganaba su partido ante el Torrejón y le superaba en la clasificación por el cociente de goles (1.61 el Lorca, 1.63 el Cartagena), en lo que se conocería después como "el año que el Lorca no subió por medio gol".
Tras una temporada 1982/83 de transición en la categoría, finalizando el Lorca 11.º, en la campaña 1983/84 se vuelve a poner la mira en el ascenso. El equipo pasa toda la temporada en la parte alta de la clasificación, haciéndose fuerte en casa donde sólo perdería un partido, aunque fuera de casa le cuesta bastante más ganar un partido. En la jornada 21 se sitúa segundo en la clasificación tras empatar a uno en Domecq contra el Xerez y ya no abandonaría los puestos de ascenso en toda la temporada. Sin embargo el ascenso se hace esperar hasta la última jornada del campeonato. El 27 de mayo de 1984, con el empate a uno ante el Antequerano en tierras malagueñas, el Lorca Deportiva consigue un ascenso histórico a la Segunda División. A su regreso a Lorca el equipo es recibido por miles de aficionados y Manzaneque sacado a hombros del San José.
La temporada 1984/85 es una campaña histórica para el club y para el fútbol lorquino. Manzaneque logra convencer en verano a varios jugadores de equipos de Primera División, y de clubes de Segunda que habían ascendido el año anterior, para recalar en el Lorca. Castaños del Racing, Oñaederra del Real Zaragoza, Carreño del Hércules o Gálvez del Valencia aterrizan en Lorca de la mano de Manzaneque. El 26 de junio de 1984 se constituye oficialmente la Liga de Fútbol Profesional, siendo el Lorca Deportiva uno de los clubes fundadores como equipo de la Segunda División. Durante la temporada el Lorca Deportiva se codea con históricos del fútbol español como el Deportivo, el Celta o el Real Oviedo y visita por primera vez estadios como el Santiago Bernabéu o San Mamés. En Copa del Rey el Lorca llega hasta la tercera ronda, donde se enfrenta a la Real Sociedad. Tras el empate a cero de la ida en el San José los donostiarras vencen la vuelta por 3-0 en Atocha. Pese a que en liga el equipo no empezó mal del todo la falta de gol y los malos resultados fuera de casa, donde sólo logró una victoria y dos empates en 19 partidos, lastran demasiado al equipo que finaliza la temporada en último lugar.
De vuelta en Segunda B el Lorca afronta una campaña muy complicada, pues la reestructuración de la categoría implica que 12 de los 20 clubes de cada grupo descenderá a Tercera División. El Lorca realiza una temporada terrible, descendiendo a Tercera como colista. Tras poco más de un año el club pasa del fútbol profesional al fútbol regional. Una parte de la afición y de la gente de fútbol de la ciudad, descontenta con la gestión de Manzaneque, funda el Lorca Promesas; el nuevo club nace de la fusión de dos equipos de fútbol base: La Hoya y de la Peña Barcelonista de Lorca, arrancando en Segunda Regional. Para la 1986/87 el club se rehace de nuevo y consigue el tercer puesto en liga, ascendiendo otra vez a Segunda B. En la 1987/88 el Lorca consigue salvar la categoría en la última jornada, al ganar 1-0 en el San José al Ceuta, pero la siguiente temporada vuelve a descender a Tercera División.
Tras las malas temporadas realizadas y el descontento de la afición, en el verano de 1989 Moreno Manzaneque abandona el banquillo del club. Manzaneque sin embargo no abandona el club, pasando a ocupar el puesto de "coordinador general", y elige a Julio César Cardozo como entrenador. El equipo termina en un pésimo decimoprimer puesto. La temporada 1990/91 se introducen en Tercera los play-off de ascenso por lo que, a diferencia del año anterior donde solo ascendía el campeón, los cuatro primeros tienen posibilidades de dar el salto de categoría. Pese a esto el Lorca Deportiva termina de nuevo en el puesto 11.º, a 10 puntos de la promoción. Por si esto fuera poco la afición, harta de la gestión de Manzaneque y los malos resultados, da la espalda al equipo y el Lorca Promesas comienza a llevar más gente al campo aun jugando en Preferente. En 1991 además el Promesas solicita jugar en el San José, estadio de propiedad municipal. Manzaneque se niega, alegando que el Lorca Deportiva tiene un convenio con el Ayuntamiento para el uso exclusivo del mismo. Lorca Deportiva, Lorca Promesas y Ayuntamiento de Lorca terminan en los juzgados y finalmente el magistrado da la razón a José Miñarro (presidente del Promesas). A partir del 3 de octubre de 1991 ambos clubes comparten estadio. En lo deportivo el Lorca finaliza la temporada 1991/92 en sexta posición.
La temporada 1992/93 es la de la división total en el fútbol lorquino. El Lorca Promesas asciende a Tercera División y por primera vez dos clubes lorquinos se iban a enfrentar en categoría nacional. Además es el Promesas, el recién llegado, quien comienza la temporada peleando por puestos de play-off mientras que el Lorca Deportiva está en la parte baja de la tabla. El 4 de octubre de 1992 se juega el primer derbi lorquino de la historia y el Lorca Deportiva, visitante en su propio estadio, es derrotado por su vecino por 1-0. El Lorca Deportiva finaliza la temporada en 12.º lugar. La campaña 1993/94 es la última del Lorca Deportiva en competición. Tras pasar la última parte de la temporada coqueteando con los puestos de descenso el Lorca consigue la salvación terminando dos puntos por encima del Bala Azul, pero el descenso del Cieza de Segunda B a Tercera arrastra al Lorca Deportiva a regional. Terminada la temporada el Ayuntamiento insta a conseguir la unión del fútbol lorquino y se producen varias reuniones entre Lorca Deportiva, Lorca Promesas y UD Lorca (equipo de aficionados en categoría regional). El resultado es el nacimiento del Lorca Club de Fútbol que, aunque es anunciado como una fusión a tres bandas de todos los clubes locales, es en realidad el Lorca Promesas con otro nombre. De esta manera el Lorca Deportiva, que había logrado llevar a la ciudad al fútbol profesional, desaparece.

## Presidentes
| Llegada             | Marcha              | Tiempo en el cargo         | Nacionalidad | Presidente                    |
| ------------------- | ------------------- | -------------------------- | ------------ | ----------------------------- |
| 1 de julio de 1969  | 1 de julio de 1970  | 1 año                      | España       | Agustín Aragón Villodre       |
| 1 de julio de 1970  | 10 de junio de 1971 | 11 meses y 9 días          | España       | José María Fernández Pallarés |
| 10 de junio de 1971 | 1 de julio de 1972  | 1 año y 21 días            | España       | José Yagüe Bores              |
| 1 de julio de 1972  | 1 de julio de 1974  | 2 años                     | España       | Miguel Canales Franco         |
| 1 de julio de 1974  | 1 de julio de 1975  | 1 año                      | España       | José Yagüe Bores              |
| 1 de julio de 1975  | 1 de julio de 1976  | 1 año                      | España       | José González Marín           |
| 1 de julio de 1976  | 1 de julio de 1977  | 1 año                      | España       | Marcos Montiel García         |
| 1 de julio de 1977  | 11 de mayo de 1980  | 2 años, 10 meses y 10 días | España       | Asensio Martínez Ruiz         |
| 11 de mayo de 1980  | 1 de julio de 1980  | 1 mes y 21 días            | España       | Francisco Alcázar Martínez    |
| 1 de julio de 1980  | 1 de julio de 1994  | 14 años                    | España       | María Ignacia Hoppichler Rau  |

## Himno
El himno fue compuesto para el Lorca Deportiva por Clemente Manzanera Pelegrín y la música por José Mateos Lorente. Antonio Manzanera López realizó la adaptación.
Tras la desaparición del club en 1994 tanto el Lorca CF como el CF Lorca Deportiva CF lo usaron como propio sin alterarlo en lo más mínimo. El Lorca Atlético CF decidió no utilizar himno alguno. Esto daba lugar a ciertas contradicciones, como que se mencionara al Lorca Deportiva cuando el club que lo usaba era el Lorca CF o que se hablara del derruido Campo de San José jugando el equipo en el Francisco Artés Carrasco. En 2012 el nuevo CF Lorca Deportiva decidió recuperar el himno, bastante popular entre la afición lorquina.

## Escudo
En el centro del escudo aparece el Castillo de Lorca sobre varias líneas verticales azules y blancas. Emergiendo de las almenas se encuentra la figura de Alfonso X de Castilla, Rey de Castilla y conquistador de Lorca en 1244. Lleva en su mano derecha la llave de la ciudad y en la izquierda la espada de la conquista, ambas de oro. El borde del escudo es de color carmesí, como la bandera de la ciudad, y en él aparece el nombre del club en letras negras. Una corona de laurel rodea todo el escudo.
Entre 1969 y 1981 el club usó otro escudo en el que no aparecían ni el Castillo de Lorca ni Alfonso X, sólo un rombo con el nombre "Lorca Deportiva" en el centro de tres barras blancas y azules, sin borde carmesí.

## Uniforme

### Evolución del uniforme
| 1969 - 1971 | 1971 - 1972 | 1972 - 1973 | 1973 - 1974 | 1974 - 1977 | 1977 - 1982 | 1982 - 1985 |

| 1985 - 1986 | 1986 - 1987 | 1987 - 1988 | 1988 - 1989 | 1989 - 1990 | 1990 - 1992 | 1992 - 1994 |

## Estadio
El Lorca Deportiva disputó durante toda su historia sus partidos en el Estadio Municipal de San José. Inaugurado el 28 de octubre de 1951 el recinto estaba situado en el barrio de San José y tenía una capacidad aproximada de 6.000 espectadores. El estadio, propiedad del Ayuntamiento de Lorca, fue cedido al Lorca Deportiva mediante un convenio. En el año 1991 el consistorio local aprobó el uso del recinto por el Lorca Promesas CF, lo que desembocó en un enfrentamiento legal entre el Lorca Deportiva y el Ayuntamiento, que se saldó con la victoria judicial de este último y el uso compartido del estadio por ambos clubes hasta 1994.

## Datos del club

### Trayectoria histórica
| Nivel | Temporada | Categoría           | Posición | Promoción     | Copa del Rey  | Copa de la Liga  | Copa RFEF | Copa FFRM |
| ----- | --------- | ------------------- | -------- | ------------- | ------------- | ---------------- | --------- | --------- |
| V     | 1969/70   | Segunda Regional    | 1.º      | 1.º           | -             | -                | -         | -         |
| IV    | 1970/71   | Primera Regional    | 6.º      |               | -             | -                | -         | -         |
| IV    | 1971/72   | Regional Preferente | 2.º      | Primera Ronda | -             | -                | -         | -         |
| IV    | 1972/73   | Regional Preferente | 7.º      | -             | -             | -                | -         | -         |
| IV    | 1973/74   | Regional Preferente | 3.º      | -             | -             | -                | -         | -         |
| IV    | 1974/75   | Regional Preferente | 19.º     | -             | -             | -                | -         | -         |
| V     | 1975/76   | Primera Regional    | 2.º      | -             | -             | -                | -         | -         |
| IV    | 1976/77   | Regional Preferente | 11.º     | -             | -             | -                | -         | -         |
| V     | 1977/78   | Regional Preferente | 7.º      | -             | -             | -                | -         | -         |
| V     | 1978/79   | Regional Preferente | 2.º      | -             | -             | -                | -         | -         |
| IV    | 1979/80   | Tercera División    | 17.º     | -             | Primera Ronda | -                | -         | -         |
| IV    | 1980/81   | Tercera División    | 1.º      | Segunda Ronda | -             | -                | -         | -         |
| III   | 1981/82   | Segunda División B  | 3.º      | -             | Primera Ronda | -                | -         | -         |
| III   | 1982/83   | Segunda División B  | 11.º     | -             | Primera Ronda | Octavos de final | -         | -         |
| III   | 1983/84   | Segunda División B  | 1.º      | -             | -             | Cuartos de final | -         | -         |
| II    | 1984/85   | Segunda División    | 20.º     | -             | Tercera ronda | Cuartos de final | -         | -         |
| III   | 1985/86   | Segunda División B  | 20.º     | -             | Tercera Ronda | -                | -         | -         |
| IV    | 1986/87   | Tercera División    | 3.º      | -             | -             | -                | -         | -         |
| III   | 1987/88   | Segunda División B  | 15.º     | -             | Segunda Ronda | -                | -         | -         |
| III   | 1988/89   | Segunda División B  | 19.º     | -             | Segunda Ronda | -                | -         | -         |
| IV    | 1989/90   | Tercera División    | 11.º     | -             | -             | -                | -         | -         |
| IV    | 1990/91   | Tercera División    | 11.º     | -             | -             | -                | -         | -         |
| IV    | 1991/92   | Tercera División    | 6.º      | -             | -             | -                | -         | -         |
| IV    | 1992/93   | Tercera División    | 12.º     | -             | Primera Ronda | -                | -         | -         |
| IV    | 1993/94   | Tercera División    | 17.º     | -             | -             | -                | -         | -         |

## Rivalidades

### Rivalidad con el Águilas
En el año 1901 el Lorca Foot-Ball Club y el Águilas Foot-Ball Club jugaban en el Campo de Santa Quiteria de Lorca el primer partido de la historia entre dos clubes de la Región de Murcia. Desde entonces los enfrentamientos entre lorquinos y aguileños se han repetido con asiduidad a lo largo de la historia. La cercanía de las ciudades (apenas 30 kilómetros), que los equipos de ambas localidades han coincidido en la misma categoría numerosas veces y en muchas ocasiones peleando por los mismos objetivos e incluso los colores de las camisetas, rayas blancas y azules, que aún suscita polémica entre las aficiones sobre quién los adoptó primero han contribuido a asentar la rivalidad a pesar de las continuas desapariciones de clubes en ambas ciudades. En 1950, tras medio siglo de amistoso esporádicos, se establece de manera anual el Trofeo Playa y Sol, que enfrenta a los conjuntos de ambas ciudades cada verano desde entonces. 
| Fecha                    | Categoría             | Temporada | Jornada | Estadio   | Local              | Visitante          | Resultado |
| ------------------------ | --------------------- | --------- | ------- | --------- | ------------------ | ------------------ | --------- |
| 15 de agosto de 1969     | Trofeo Pinilla Millán | 1969      | Ida     | El Rubial | Águilas CF         | CF Lorca Deportiva | 1-3       |
| 22 de agosto de 1969     | Trofeo Pinilla Millán | 1969      | Vuelta  | San José  | CF Lorca Deportiva | Águilas CF         | 5-0       |
| 15 de agosto de 1970     | Trofeo Pinilla Millán | 1970      | Ida     | El Rubial | Águilas CF         | CF Lorca Deportiva | 2-0       |
| 22 de agosto de 1970     | Trofeo Pinilla Millán | 1970      | Vuelta  | San José  | CF Lorca Deportiva | Águilas CF         | 2-2       |
| 15 de agosto de 1973     | Trofeo Pinilla Millán | 1973      |         | El Rubial | Águilas CF         | CF Lorca Deportiva | 0-4       |
| 15 de agosto de 1975     | Trofeo Pinilla Millán | 1975      |         | El Rubial | Águilas CF         | CF Lorca Deportiva | 1-2       |
| 14 de septiembre de 1975 | Primera Regional      | 1975-1976 | 1       | San José  | CF Lorca Deportiva | Águilas CF         | 2-0       |
| 8 de febrero de 1976     | Primera Regional      | 1975-1976 | 20      | El Rubial | Águilas CF         | CF Lorca Deportiva | 0-0       |
| 15 de agosto de 1976     | Trofeo Pinilla Millán | 1976      | Ida     | El Rubial | Águilas CF         | CF Lorca Deportiva | 0-0       |
| 22 de agosto de 1976     | Trofeo Pinilla Millán | 1976      | Vuelta  | San José  | CF Lorca Deportiva | Águilas CF         | 0-2       |
| 15 de agosto de 1977     | Trofeo Pinilla Millán | 1977      | Ida     | El Rubial | Águilas CF         | CF Lorca Deportiva | 1-0       |
| 8 de septiembre de 1977  | Trofeo Pinilla Millán | 1977      | Vuelta  | San José  | CF Lorca Deportiva | Águilas CF         | 1-1       |
| 22 de octubre de 1978    | Regional Preferente   | 1978-1979 | 7       | El Rubial | Águilas            | CF Lorca Deportiva | 1-1       |
| 18 de marzo de 1979      | Regional Preferente   | 1978-1979 | 26      | San José  | CF Lorca Deportiva | Águilas CF         | 3-0       |
| 15 de agosto de 1979     | Trofeo Pinilla Millán | 1979      | Ida     | El Rubial | Águilas CF         | CF Lorca Deportiva | 3-3       |
| 22 de agosto de 1979     | Trofeo Pinilla Millán | 1979      | Vuelta  | San José  | CF Lorca Deportiva | Águilas CF         | 4-1       |
| 15 de agosto de 1980     | Trofeo Pinilla Millán | 1980      | Ida     | El Rubial | Águilas CF         | CF Lorca Deportiva | 1-1       |
| 22 de agosto de 1980     | Trofeo Pinilla Millán | 1980      | Vuelta  | San José  | CF Lorca Deportiva | Águilas CF         | 0-0       |
| 19 de octubre de 1980    | Tercera División      | 1980-1981 | 7       | El Rubial | Águilas CF         | CF Lorca Deportiva | 1-0       |
| 1 de marzo de 1981       | Tercera División      | 1980-1981 | 26      | San José  | CF Lorca Deportiva | Águilas CF         | 2-2       |
| 28 de diciembre de 1986  | Tercera División      | 1986-1987 | 18      | San José  | CF Lorca Deportiva | Águilas CF         | 1-0       |
| 10 de mayo de 1987       | Tercera División      | 1986-1987 | 37      | El Rubial | Águilas CF         | CF Lorca Deportiva | 0-0       |
| 15 de agosto de 1988     | Trofeo Los Quijales   | 1988      | Ida     | El Rubial | Águilas CF         | CF Lorca Deportiva | 0-1       |
| 22 de agosto de 1988     | Trofeo Los Quijales   | 1988      | Vuelta  | San José  | CF Lorca Deportiva | Águilas CF         | 2-1       |
| 15 de agosto de 1989     | Trofeo Los Quijales   | 1989      | Ida     | El Rubial | Águilas CF         | CF Lorca Deportiva | 2-1       |
| 22 de agosto de 1989     | Trofeo Los Quijales   | 1989      | Vuelta  | San José  | CF Lorca Deportiva | Águilas CF         | 1-3       |
| 30 de diciembre de 1989  | Tercera División      | 1989-1990 | 17      | San José  | CF Lorca Deportiva | Águilas CF         | 1-1       |
| 13 de mayo de 1990       | Tercera División      | 1989-1990 | 36      | El Rubial | Águilas CF         | CF Lorca Deportiva | 4-1       |
| 9 de diciembre de 1990   | Tercera División      | 1990-1991 | 16      | El Rubial | Águilas CF         | CF Lorca Deportiva | 2-1       |
| 28 de abril de 1991      | Tercera División      | 1990-1991 | 35      | San José  | CF Lorca Deportiva | Águilas CF         | 1-1       |
| 12 de enero de 1992      | Tercera División      | 1991-1992 | 19      | El Rubial | Águilas CF         | CF Lorca Deportiva | 2-1       |
| 24 de mayo de 1992       | Tercera División      | 1991-1992 | 38      | San José  | CF Lorca Deportiva | Águilas CF         | 3-0       |
| 27 de septiembre de 1992 | Tercera División      | 1992-1993 | 4       | San José  | CF Lorca Deportiva | Águilas CF         | 1-1       |
| 7 de febrero de 1993     | Tercera División      | 1992-1993 | 23      | El Rubial | Águilas CF         | CF Lorca Deportiva | 3-2       |
| 19 de septiembre de 1993 | Tercera División      | 1993-1994 | 3       | San José  | CF Lorca Deportiva | Águilas CF         | 1-4       |
| 23 de enero de 1994      | Tercera División      | 1993-1994 | 22      | El Rubial | Águilas CF         | CF Lorca Deportiva | 4-0       |

### Rivalidad con el Lorca Promesas
El Lorca Deportiva mantuvo una dura rivalidad con otro club de la ciudad, el Lorca Promesas CF. Fundado en 1986 mediante la fusión del CF La Hoya y la Peña Barcelonista de Lorca CF el equipo comenzó jugando en regional en el Campo del Mundial 82, por entonces de tierra. El equipo va ascendiendo categorías hasta ascender a Preferente en 1989. La mala gestión y los malos resultados del Lorca Deportiva hacen que parte de la afición pase a apoyar al Promesas aun estando en una categoría inferior. Así el Promesas comienza a atraer a más gente a sus partidos que el Deportiva en Tercera División. 
En 1991 el Promesas solicita al Ayuntamiento el uso del San José, a lo que el consistorio accede. El Deportiva, que creía tener un convenio con el Ayuntamiento que le garantizaba el uso exclusivo del campo se niega a ceder las llaves del mismo y lleva la decisión a los juzgados. Tras varios recursos en octubre de ese mismo año el juzgado n.º 3 de Lorca da la razón al Ayuntamiento y el Promesas se muda al San José. Esa misma temporada el Promesas asciende a Tercera División y el 4 de octubre de 1992 se produce el primer derbi entre dos equipos lorquinos en categoría nacional. El Promesas termina esa temporada y la siguiente mejor clasificado que el Lorca Deportiva. 
Finalmente al término de la temporada 1993/94 el Lorca Deportiva desciende a Preferente y el Lorca Promesas sólo es octavo. Tras una serie de conversaciones entre Lorca Deportiva, Lorca Promesas y UD Lorca, y con la mediación del Ayuntamiento de Lorca se consigue "la unión del fútbol lorquino": el Deportiva deja de competir, no dejando deuda alguna, mientras que el Promesas cambia su nombre por Lorca Club de Fútbol y absorbe la UD Lorca para sacar un filial en Preferente.
| Fecha                 | Categoría        | Temporada | Jornada | Estadio  | Local              | Visitante          | Resultado |
| --------------------- | ---------------- | --------- | ------- | -------- | ------------------ | ------------------ | --------- |
| 4 de octubre de 1992  | Tercera División | 1992-1993 | 5       | San José | Lorca Promesas CF  | CF Lorca Deportiva | 1-0       |
| 14 de febrero de 1993 | Tercera División | 1992-1993 | 24      | San José | CF Lorca Deportiva | Lorca Promesas CF  | 1-1       |
| 31 de octubre de 1993 | Tercera División | 1993-1994 | 10      | San José | Lorca Promesas CF  | CF Lorca Deportiva | 2-1       |
| 6 de marzo de 1994    | Tercera División | 1993-1994 | 29      | San José | CF Lorca Deportiva | Lorca Promesas CF  | 2-2       |

## Palmarés

### Trofeos nacionales
- 1 Segunda División B: 1983/84.
- 1 Tercera División: 1980/81.

### Trofeos regionales
- 1 Segunda Regional: 1969/70.
- 2 subcampeonatos de Regional Preferente: 1971/72, 1978/79.
- 1 subcampeonato de Primera Regional: 1975/76.

### Trofeos amistosos
- 5 Trofeos Pinilla Millán: 1969, 1973, 1975, 1979, 1980.
- 1 Trofeo Los Quijales: 1988.